# 新市工業団地
新市工業団地（しんいちこうぎょうだんち）とは、広島県福山市新市町相方にある工業団地のこと。
工業団地の奥には山頂部への林道が通じており、車でも相方城跡へ登ることが出来る。

## 概要
1996（平成8）年12月に完成された。団地面積は、26.9ha。
備後地域の中央に位置する産業拠点として期待される。

## アクセス
- 広島空港 45km
- 山陽新幹線 福山駅=19km
- 山陽自動車道 福山西IC及び福山東IC=16km
- 福塩線 新市駅=3km